# Frigoriferi smart

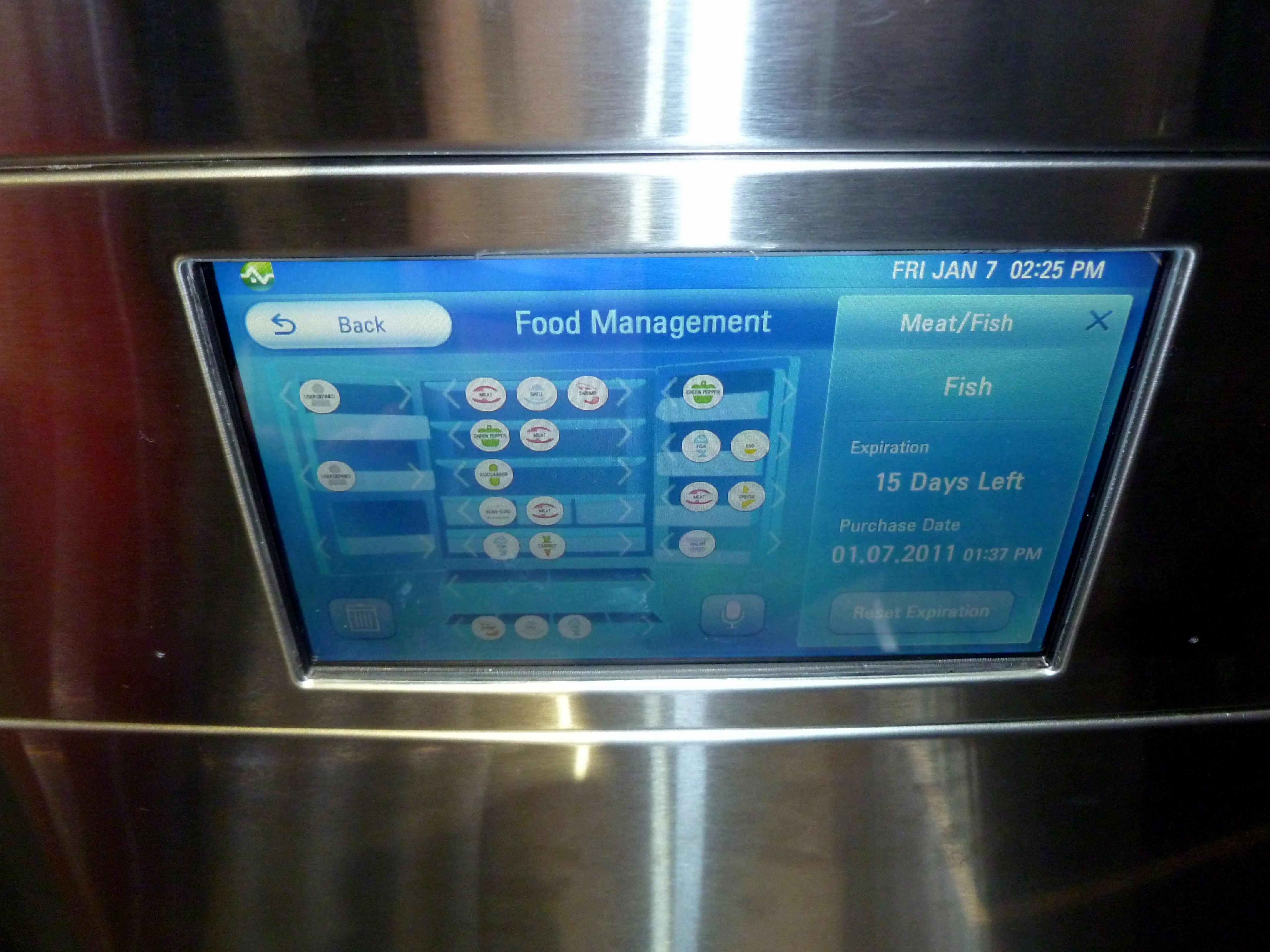
Esempio di display di un frigorifero smart.

I frigoriferi smart sono una tipologia di frigoriferi con accesso ad internet, programmati per comprendere quali prodotti sono stati inseriti all'interno del frigorifero e tenerne una traccia tramite codici a barre o identificazione con radiofrequenza. Inoltre il frigorifero può autonomamente rendersi conto di quando un prodotto necessita di essere sostituito.

## Storia
A partire dalla fine degli anni '90 e i primi anni 2000, l'idea di connettere tutte le parti della propria casa ad internet (domotica) diventò sempre più popolare, e veniva vista come il prossimo passo della tecnologia. Nel giugno del 2000,la società LG lanciò sul mercato il primo frigorifero connesso ad internet in tutto il mondo, il Internet Digital DIOS.  Questo frigorifero è stato un grande insuccesso poiché ritenuto dai consumatori come non necessario e troppo costoso (più di circa €18.000).

## Controversie

### Sicurezza
Negli anni 2000, una compagnia di antivirus Russa, la Kaspersky Lab avvertì che in pochi anni i frigoriferi connessi ad internet e altri sistemi di connessione per la casa, sarebbero diventati i bersagli degli attacchi informatici e di virus, i quali avrebbero potuto far aprire la porta del frigorifero durante la notte. Nel gennaio 2014, la compagnia di sicurezza informatica Proofpoint,Inc., annunciò di aver scoperto la più larga "botnet" che infettava i frigoriferi smart, come anche altre apparecchiature, e poi inviava più di 750.000 email malevole. Nell'agosto del 2015, la compagnia di sicurezza Pen Test Partners, ha scoperto una vulnerabilità nel frigorifero smart della Samsung, il modello RF28HMELBSR, per la cui tramite il frigorifero si potevano rubare le credenziali Gmail dell'utente.

### Supporto
Verso la fine del 2014, un gran numero di proprietari dei frigoriferi smart Samsung si è lamentato del fatto che non potessero eseguire l'accesso al loro account di Google Calendar,  dopo che Google ha interrotto l'API del calendario all'inizio dell'anno e la Samsung ha fallito nel fare pressione affinché fosse rilasciato un aggiornamento.

## Cultura di massa
- Il film degli anni 2000 Il sesto giorno, rappresenta un frigorifero smart che informa Arnold Schwarzenegger che il latte fosse scaduto e chiede conferma per ordinarne dell'altro.
- Il film La donna perfetta del 2004, in cui il frigorifero smart può informare se in ci sia più succo di frutta o altro, nella nuova casa di Joanna.
- Il film del 2012 Total Recall - Atto di forza, nel quale un frigorifero smart ha incorporato un touchscreen dove possono essere lasciati dei messaggi.
- Nella serie televisiva, Silicon Valley, appare un frigorifero smart, nell'episodio The Patent Troll della quarta stagione. Il frigorifero ha la capacità di comunicare con una voce maschile amichevole e avvisa quando i cibi sono scaduti.